# Краснов, Илья Александрович
Илья́ Алекса́ндрович Красно́в (род. 17 мая 1996, Братск, Иркутская область) — российский легкоатлет, специалист по бегу на короткие дистанции. Выступал на профессиональном уровне в 2010-х годах, член сборной России, чемпион Европы среди юниоров, победитель и призёр первенств всероссийского значения. Представлял Иркутскую и Московскую области. Мастер спорта России.

## Биография
Илья Краснов родился 17 мая 1996 года в городе Братске Иркутской области. Окончил Братский государственный университет.
Занимался лёгкой атлетикой по примеру старшего брата Владимира, титулованного бегуна-спринтера, вместе с ним проходил подготовку под руководством тренера А. В. Косаревой.
В 2013 году в беге на 400 метров одержал победу на зимнем чемпионате России среди юношей в Пензе. Попав в состав российской национальной сборной, выступил в программе смешанной эстафеты на юношеском мировом первенстве в Донецке.
В 2014 году в дисциплине 400 метров стал серебряным призёром на юниорском зимнем всероссийском первенстве в Волгограде, победил на юниорском летнем всероссийском первенстве в Чебоксарах, был третьим на Кубке России в Ерино.
В 2015 году в 400-метровом беге превзошёл всех соперников на юниорском зимнем всероссийском первенстве в Новочебоксарске и на юниорском летнем всероссийском первенстве в Чебоксарах. Принимал участие в чемпионате Европы среди юниоров в Эскильстуне — в индивидуальном беге на 400 метров не смог преодолеть предварительный квалификационный этап, тогда как в эстафете 4 × 400 метров вместе с соотечественниками Андреем Ефремовым, Андреем Кухаренко, Константином Толоконниковым и Анатолием Ряполовым завоевал золотую награду.
В 2016 году на чемпионате России в Чебоксарах был пятым на дистанции 400 метров и с командой Иркутской области выиграл бронзовую медаль в эстафете 4 × 400 метров. Находился в составе эстафетной команды, которая должна была выступить на Олимпийских играх в Рио-де-Жанейро, однако ИААФ на фоне допингово скандала запретила российским легкоатлетам участвовать в Играх.
На чемпионате России 2017 года в Жуковском вновь занял пятое место в беге на 400 метров и взял бронзу в эстафете 4 × 400 метров.
В 2018 году на чемпионате России в Казани добавил в послужной список ещё одну бронзовую награду, выигранную в эстафете 4 × 400 метров, и вскоре завершил спортивную карьеру.